# Danuta Jazłowiecka

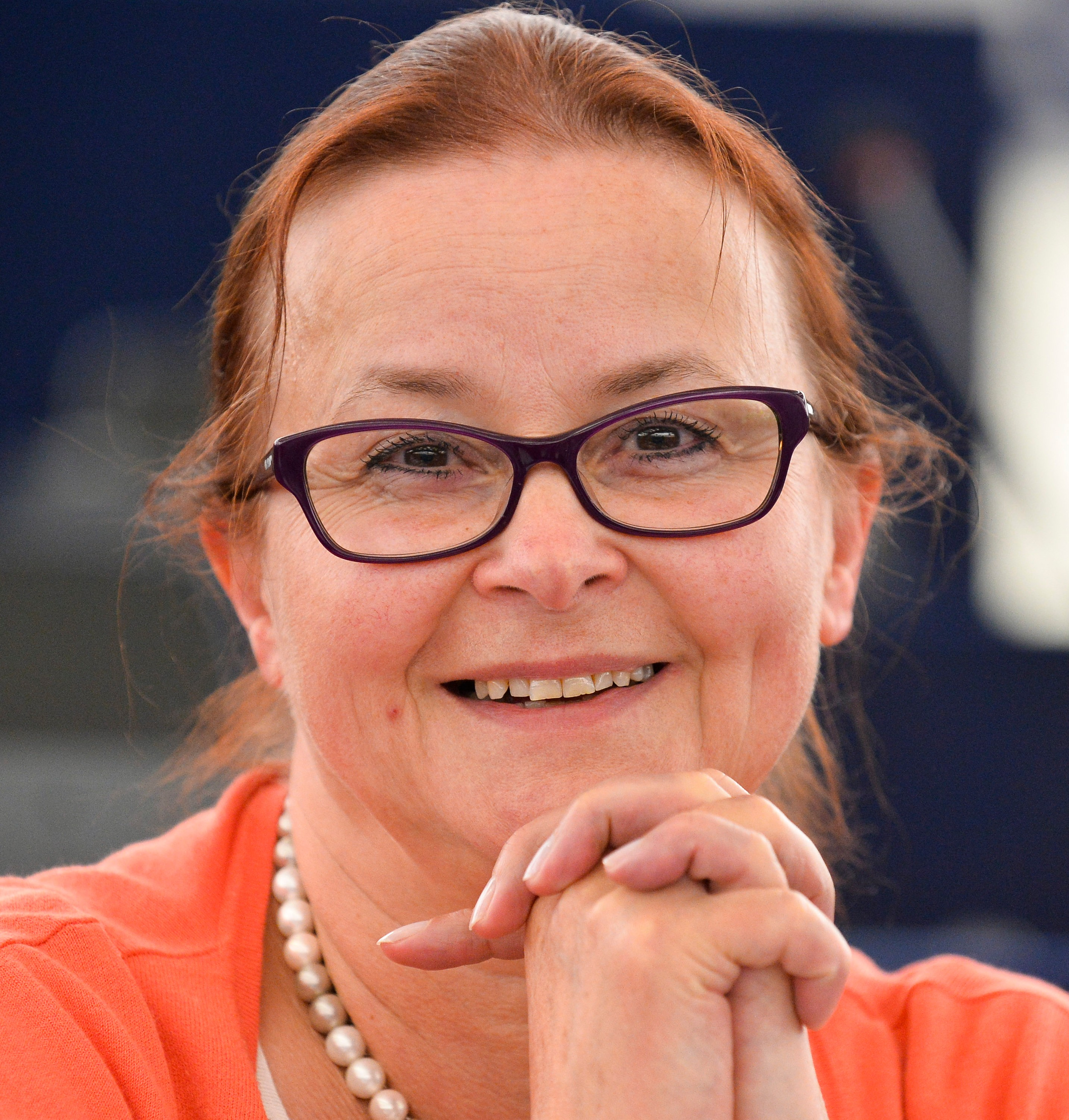
Danuta Jazłowiecka, 2013

Danuta Jazłowiecka (* 19. Mai 1957 in Opole) ist eine polnische Politikerin der Platforma Obywatelska (PO) und Mitglied des Europäischen Parlaments seit 2009.
Seit dem 25. September 2005 war sie Abgeordnete der Partei „Platforma Obywatelska“ im Sejm. Sie wurde 2005 mit 14.248 Stimmen aus dem Wahlkreis 21 Opole gewählt.
Bei der Europawahl 2009 wurde sie erstmals in das Europäische Parlament gewählt. Damit endete am 10. Juni 2009 ihre Mitgliedschaft im Sejm. 2014 wurde sie wiedergewählt.

## EU-Parlamentarierin
Jazlowiecka ist in der Fraktion der Europäischen Volkspartei (Christdemokraten).
Mitglied ist sie im Ausschuss für Beschäftigung und soziale Angelegenheiten sowie in der Delegation für die Beziehungen zur Volksrepublik China.
Als Stellvertreterin ist sie im Ausschuss für Wirtschaft und Währung und in der Delegation für die Beziehungen zu den Vereinigten Staaten.
Jazłowiecka ist nicht verheiratet.